# Glenurus proi
Glenurus proi är en insektsart som beskrevs av Navás 1930. Glenurus proi ingår i släktet Glenurus och familjen myrlejonsländor. Inga underarter finns listade i Catalogue of Life.